# António Borges d'Almeida
António Aníbal Borges d'Almeida  (25 de Abril de 1898 — 20 de Junho de 1959) foi um cavaleiro português.
Competiu nos Jogos Olímpicos de 1924.
Em 1924, ele e seu cavalo, Reginald, ganharam a medalha de bronze enquanto integrantes da equipa portuguesa de salto equestre, composta por si, por José Mouzinho d'Albuquerque e por Hélder de Souza Martins.